# Peter Müller (sciatore)
Peter Müller (Lambach, 6 ottobre 1957) è un ex sciatore alpino svizzero della discesa libera, campione del mondo a Crans-Montana 1987 e vincitore di due medaglie olimpiche e due Coppe del Mondo di specialità.

## Biografia

### Stagioni 1977-1981
Müller, originario di Adliswil, ottenne il primo risultato di rilievo in Coppa del Mondo il 15 gennaio 1977 giungendo 10º in discesa libera sulla pista Streif di Kitzbühel; l'anno dopo esordì ai Campionati mondiali nella rassegna iridata di Garmisch-Partenkirchen, piazzandosi al 5º posto nella medesima specialità. Sempre in discesa libera in Coppa del Mondo il 16 dicembre 1978 si aggiudicò il primo podio, sulla Saslong della Val Gardena (2º alle spalle dell'austriaco Josef Walcher) e colse il primo successo il 1º febbraio 1979 sul tracciato di casa di Villars-sur-Ollon; nella stessa stagione 1978-1979 Müller conquistò la sua prima Coppa del Mondo di discesa libera, dopo aver ottenuto cinque podi con una vittoria, con 20 punti di vantaggio su Peter Wirnsberger.
Nel 1979-1980 bissò il successo nella Coppa del Mondo di specialità (con 9 punti di margine su Ken Read), grazie anche a tre vittorie tra le quali quelle colte sulla Saslong della Val Gardena il 16 dicembre e sulla Lauberhorn di Wengen il 19 gennaio. Ai XIII Giochi olimpici invernali di Lake Placid 1980, suo esordio olimpico, si piazzò  4º nella discesa libera. Nel 1980-1981 nella classifica di discesa libera fu battuto da Harti Weirather e Steve Podborski, sebbene quell'anno avesse ottenuto sette podi con due vittorie tra le quali, nuovamente, in Val Gardena (il 14 dicembre).

### Stagioni 1982-1985
Ai Mondiali di Schladming 1982 si classificò, sempre in discesa libera, al 5º posto; in quella stagione 1981-1982 in Coppa del Mondo giunse primo nella classifica di discesa libera a pari punti con Podborski, ma la coppa di cristallo fu assegnata a quest'ultimo per i migliori risultati ottenuti nella gare scartate nel computo dei punteggi. Il 12 dicembre 1982 a Val-d'Isère si aggiudicò la prima gara di supergigante, specialità appena introdotta nel calendario della Coppa del Mondo; nella stagione successiva partecipò ai XIV Giochi olimpici invernali di Sarajevo 1984, dove riuscì a vincere la medaglia d'argento nella discesa libera dietro allo statunitense Bill Johnson.
Nel 1985 ai Mondiali di Bormio vinse di nuovo la medaglia d'argento nella discesa libera, preceduto in quell'occasione dal compagno di squadra Pirmin Zurbriggen; quell'anno in Coppa del Mondo tornò ai massimi livelli dopo due stagioni di flessione, ottenendo sei podi con tre vittorie e piazzandosi al 2º posto nella classifica di discesa libera, superato di 5 punti dal vincitore Helmut Höflehner.

### Stagioni 1986-1992
Anche nel 1985-1986 e nel 1986-1987 Müller si piazzò al 2º posto nella classifica della Coppa del Mondo di discesa libera: nel primo caso con dieci podi e cinque vittorie, superato di 5 punti da Wirnsberger; nel secondo con sei podi e tre vittorie e sopravanzato da Zurbriggen di 20 punti. Ai Mondiali di Crans-Montana 1987 riuscì a indossare la medaglia d'oro nella discesa libera, che ancora gli mancava; l'anno dopo ai XV Giochi olimpici invernali di Calgary 1988, suo congedo olimpico, fu ancora medaglia d'argento nella discesa libera, battuto nuovamente da Zurbriggen.
Nella stagione 1988-1989 colse in Val Gardena la sua ultima vittoria (il 9 dicembre) e il suo ultimo podio (il 10 dicembre, 3º) in Coppa del Mondo, in entrambi i casi in discesa libera. Nella stessa stagione conquistò anche l'ultima medaglia della prestigiosa carriera ai Mondiali di Vail, vincendo l'argento nella discesa libera vinta dal tedesco occidentale Hansjörg Tauscher; l'ultimo piazzamento della sua attività agonistica fu il 19º posto ottenuto nella discesa libera di Coppa del Mondo disputata a Vail il 14 marzo 1992.

## Palmarès

### Olimpiadi
- 2 medaglie:
  - 2 argenti (discesa libera a Sarajevo 1984; discesa libera a Calgary 1988)

### Mondiali
- 3 medaglie:
  - 1 oro (discesa libera a Crans-Montana 1987)
  - 2 argenti (discesa libera a Bormio 1985; discesa libera a Vail 1989)

### Coppa del Mondo
- Miglior piazzamento in classifica generale: 4º nel 1982, nel 1985 e nel 1986
- Vincitore della Coppa del Mondo di discesa libera nel 1979 e nel 1980
- Vincitore della classifica di discesa libera nel 1982[2]
- 51 podi:
  - 24 vittorie
  - 16 secondi posti
  - 11 terzi posti

#### Coppa del Mondo - vittorie
| Data             | Località               | Paese          | Specialità |
| ---------------- | ---------------------- | -------------- | ---------- |
| 1º febbraio 1979 | Villars-sur-Ollon      | Svizzera       | DH         |
| 16 dicembre 1979 | Val Gardena            | Italia         | DH         |
| 6 gennaio 1980   | Pra-Loup               | Francia        | DH         |
| 19 gennaio 1980  | Wengen                 | Svizzera       | DH         |
| 14 dicembre 1980 | Val Gardena            | Italia         | DH         |
| 14 dicembre 1980 | Madonna di Campiglio   | Italia         | KB         |
| 27 febbraio 1982 | Whistler               | Canada         | DH         |
| 5 marzo 1982     | Aspen                  | Stati Uniti    | DH         |
| 6 marzo 1982     | Aspen                  | Stati Uniti    | DH         |
| 12 dicembre 1982 | Val-d'Isère            | Francia        | SG         |
| 27 gennaio 1985  | Garmisch-Partenkirchen | Germania Ovest | KB         |
| 9 marzo 1985     | Aspen                  | Stati Uniti    | DH         |
| 16 marzo 1985    | Panorama               | Canada         | DH         |
| 3 febbraio 1986  | Crans-Montana          | Svizzera       | SG         |
| 3 febbraio 1986  | Crans-Montana          | Svizzera       | KB         |
| 8 febbraio 1986  | Morzine                | Francia        | DH         |
| 21 febbraio 1986 | Åre                    | Svezia         | DH         |
| 8 marzo 1986     | Aspen                  | Stati Uniti    | DH         |
| 15 agosto 1986   | Las Leñas              | Argentina      | DH         |
| 28 febbraio 1987 | Furano                 | Giappone       | DH         |
| 14 marzo 1987    | Calgary                | Canada         | DH         |
| 16 gennaio 1988  | Bad Kleinkirchheim     | Austria        | DH         |
| 12 marzo 1988    | Beaver Creek           | Stati Uniti    | DH         |
| 9 dicembre 1988  | Val Gardena            | Italia         | DH         |

Legenda:

DH = discesa libera

SG = supergigante

KB = combinata

### Campionati svizzeri
- 6 medaglie[senza fonte] (dati parziali, dalla stagione 1976-1977):
  - 6 ori (slalom gigante nel 1977; discesa libera nel 1979; discesa libera nel 1980; discesa libera, combinata nel 1982; discesa libera nel 1985)[senza fonte]

## Statistiche
È stato uno dei più grandi interpreti della discesa libera nella storia dello sci alpino, secondo solo a Franz Klammer per numero di vittorie nella specialità in Coppa del Mondo.

### Podi in Coppa del Mondo
| Stagione/Specialità | Discesa libera | Discesa libera | Discesa libera | Supergigante | Supergigante | Supergigante | Combinata | Combinata | Combinata | Podi totali |
| ------------------- | -------------- | -------------- | -------------- | ------------ | ------------ | ------------ | --------- | --------- | --------- | ----------- |
| Stagione/Specialità | 1º             | 2º             | 3º             | 1º           | 2º           | 3º           | 1º        | 2º        | 3º        | Podi totali |
| 1977                |                |                |                |              |              |              |           |           |           | 0           |
| 1978                |                |                |                |              |              |              |           |           |           | 0           |
| 1979                | 1              | 4              |                |              |              |              |           |           |           | 5           |
| 1980                | 3              |                |                |              |              |              |           |           |           | 3           |
| 1981                | 1              | 2              | 2              |              |              |              | 1         | 1         |           | 7           |
| 1982                | 3              | 2              |                |              |              |              |           |           |           | 5           |
| 1983                |                | 1              | 1              | 1            |              |              |           | 1         |           | 4           |
| 1984                |                |                |                |              |              |              |           |           | 1         | 1           |
| 1985                | 2              | 2              | 1              |              |              |              | 1         |           |           | 6           |
| 1986                | 3              | 3              |                | 1            |              | 1            | 1         |           | 1         | 10          |
| 1987                | 3              |                | 3              |              |              |              |           |           |           | 6           |
| 1988                | 2              |                |                |              |              |              |           |           |           | 2           |
| 1989                | 1              |                | 1              |              |              |              |           |           |           | 2           |
| 1990                |                |                |                |              |              |              |           |           |           | 0           |
| 1991                |                |                |                |              |              |              |           |           |           | 0           |
| 1992                |                |                |                |              |              |              |           |           |           | 0           |
| Totale              | 19             | 14             | 8              | 2            | 0            | 1            | 3         | 2         | 2         | 51          |
| Totale              | 41             | 41             | 41             | 3            | 3            | 3            | 7         | 7         | 7         | 51          |